# Пауль Фангер
Пауль Фангер (нім. Paul Fanger; 11 квітня 1889, Шенінген — 15 квітня 1945, Шенінген) — німецький військово-морський діяч, адмірал крігсмаріне (1 грудня 1942). Кавалер Лицарського хреста Хреста Воєнних заслуг з мечами.

## Біографія
1 квітня 1908 року вступив у кайзерліхмаріне. Пройшов підготовку на важкому крейсері «Фрейя» (1909) і у військово-морському училищі (1910). 29 вересня 1910 року призначений на лінійний корабель «Ельзас». З 3 вересня 1911 року — ад'ютант і вахтовий офіцер на лінійному кораблі «Дойчланд». Учасник Першої світової війни. У серпні-жовтні 1916 року — офіцер для особливих доручень при штабі 1-й морської інспекції. З 1 листопада 1916 року — вахтовий і артилерійський офіцер на лінійному крейсері «Мольтке».
Після капітуляції німецького флоту в Скапа-Флоу повернувся до Німеччини і був зарахований в штаб морської дивізії «Кіль». З 14 липня 1919 року — ад'ютант і плац-майор комендатури Кіля. З 16 вересня 1920 року — командир роти батальйону берегової оборони Піллау. 27 листопада 1920 року зарахований до кадрового складу екіпажу «Гессена». З 15 жовтня 1925 року — 1-й артилерійський офіцер лінійного корабля «Гессен». 1 жовтня 1926 року відкликаний до Берліна і призначений референтом штабу інспекції морської артилерії. 3 січня 1929 року переведений у Відділ озброєнь Морського управління. 14 липня 1932 року призначений командиром артилерійського судна «Бремзе». З 27 березня 1933 року — командир морської артилерійської школи. 30 вересня 1935 року призначений командиром броненосного крейсера «Дойчланд», а 2 вересня 1937 року переведений на посаду командира укріплень Східної Фрісландії.
У січні 1940 року недовго займав пост командувача береговою обороною Східної Фрісландії. 17 січня 1940 року зайняв пост начальника управління артилерійських озброєнь Управління озброєнь ОКМ. Керував розробкою і виробництвом артилерійських гармат для ВМФ. Після того як на початку 1943 року Карл Деніц почав перетрушування вищого командного складу, Фангер втратив свій пост і 4 березня 1943 року був зарахований в розпорядження головнокомандувача ВМФ. 31 травня 1943 року вийшов у відставку, але вже наступного дня повернувся на службу. З 15 серпня 1944 по 1 квітня 1945 року — інспектор берегової і корабельної артилерії Командування ВМС «Норвегія». Одночасно з березня 1945 року був заступником командира морської оборони в Мольде. Загинув у бою.

## Нагороди
- Залізний хрест
  - 2-го класу
  - 1-го класу (27 вересня 1919)
- Хрест «За військові заслуги» (Брауншвейг) 2-го класу (21 червня 1916)
- Почесний хрест ветерана війни з мечами
- Медаль «За вислугу років у Вермахті» 4-го, 3-го, 2-го і 1-го класу (25 років; 2 жовтня 1936) — отримав 4 нагороди одночасно.
- Орден Заслуг (Угорщина), командорський хрест (20 серпня 1938)
- Медаль «За Іспанську кампанію» (Іспанія)
- Іспанський хрест в сріблі з мечами (6 червня 1939)
- Орден морських заслуг (Іспанія), великий хрест білого дивізіону (21 серпня 1939)
- Застібка до Залізного хреста 2-го класу (19 грудня 1939)
- Хрест Воєнних заслуг
  - 2-го класу з мечами
  - 1-го класу з мечами (30 січня 1941)
- Орден Корони Італії, великий офіцерський хрест (11 березня 1941)
- Німецький хрест в сріблі (5 березня 1943)
- Лицарський хрест Хреста Воєнних заслуг з мечами (30 квітня 1945; посмертно)